# 境トリニタス
境トリニタス（Sakai Trinitas）は、茨城県猿島郡境町をホームタウンとするサッカークラブ。Jリーグ加盟を目指すクラブの一つである。

## クラブ概要
2013年、「地域の子どもたちに、サッカーを通してよりよい人間性を身につけてもらいたい」との思いから、任意団体フェニックスフットボールクラブを設立。2014年に法人格を取得し、特定非営利活動法人境スポーツクラブへ改組した。
2015年にバレーボール部門及びバスケットボール部門を、2016年にはJリーグ加盟を目指すサッカー部門のトップチーム「境トリニタス」を立ち上げた。現在では総合型地域スポーツクラブとして、小学生対象のスクール・ジュニア・ジュニアユース・女子ジュニアユース（オヴェストレディース）・トップチーム（境トリニタス）の5カテゴリーからなるサッカー部門を中心に、バスケットボールスクール、バドミントンスクール、硬式テニススクールの3部門が存在し、これら全てを特定非営利活動法人境スポーツクラブが運営している。
クラブ名の「トリニタス（Trinitas）」はラテン語で「三位一体」を意味し、「地域・クラブ・選手」が一体となり、「夢・希望・感動」を共有しながら、未来に向かって生きていくという思いが込められている。

## 歴史
- 2013年 ジュニアサッカークラブフェニックスフットボールクラブとして創設[2]。
- 2014年 特定非営利活動法人境スポーツクラブとして法人化[2]。
- 2016年
  - ウエストサイドサッカークラブと提携しジュニアユース設立[2]。
  - トップチーム「境トリニタス」を設立し、茨城県社会人サッカーリーグ3部へ加盟。茨城県リーグ3部を制して茨城県リーグ2部に昇格[2]。
- 2017年
  - ジュニア「フェニックスFC」及びジュニアユース「ウエストサイド境SC」を境トリニタスの下部組織化し、それぞれのチーム名を境トリニタスジュニアと境トリニタスウエストサイドジュニアユースへ改称。
  - トップチーム：広瀬治が監督に就任。茨城県リーグ2部を制して茨城県リーグ1部昇格。全国クラブチームサッカー選手権大会茨城大会を制覇、関東大会に進出するも一回戦で敗退。
- 2018年 ジュニアユースのチーム名を境トリニタスジュニアユースへ改称。
- 2020年
  - 株式会社境トリニタススポーツクラブ設立。
  - 前年を以て監督を退任した広瀬の後任として、眞中靖夫を招聘。境町出身の元Jリーガー金久保彩らを獲得する大型補強を敢行し、1部昇格後最上位となる2位でフィニッシュした。
- 2021年
  - 女子ジュニアユース「オヴェストレディース」設立[3]。
  - トップチーム：眞中が監督兼任で境トリニタスの代表に就任。茨城県リーグ1部を初優勝、関東社会人サッカー大会に初出場するも、準決勝でヴェルフェ矢板に敗れて関東サッカーリーグ2部昇格を逃す。
- 2022年 
  - 茨城県リーグ1部を2位で終えるも関東社会人サッカー大会に開催地枠で出場し準優勝、関東リーグ2部昇格を果たす[4]。

### 2023年 - 2024年（関東リーグ）
- 2023年
  - 関東リーグ2部初年度。シーズンを通して苦戦が続き、3勝6分9敗の9位に終わった。本来ならば茨城県リーグへ自動降格となる順位だが、1部所属の栃木シティFCがJFLへ昇格した事に伴い、辛うじて2部に残留した[5][注 1]。
  - シーズン終了後、眞中靖夫の監督契約が満了[6][7]。
- 2024年
  - 関東リーグ2部2年目。薩川了洋が監督に就任[8]。
  - リーグ戦の結果は3勝5分10敗の9位。1部からJFLへの昇格も無かったため、茨城県リーグへ自動降格となった。

### 2025年 - （茨城県リーグ）
- 2025年
  - 3年振りの茨城県リーグ1部。

## 成績
| 年度 | 所属      | 順位 | 勝点 | 試合 | 勝 | 分 | 敗 | 得点 | 失点 | 得失差 |
| 2016 | 茨城県3部 | 優勝 | 21   | 9    | 7  | 1  | 1  | 41   | 4    | 37     |
| 2017 | 茨城県2部 | 優勝 | 30   | 12   | 10 | 2  | 0  | 68   | 8    | 60     |
| 2018 | 茨城県1部 | 5位  | 20   | 14   | 6  | 2  | 6  | 17   | 19   | -2     |
| 2019 | 茨城県1部 | 6位  | 14   | 14   | 4  | 2  | 8  | 12   | 26   | -14    |
| 2020 | 茨城県1部 | 2位  | 15   | 7    | 5  | 0  | 2  | 12   | 4    | 8      |
| 2021 | 茨城県1部 | 優勝 | 49   | 18   | 16 | 1  | 1  | 52   | 15   | 37     |
| 2022 | 茨城県1部 | 2位  | 29   | 14   | 8  | 5  | 1  | 26   | 8    | 18     |
| 2023 | 関東2部   | 9位  | 15   | 18   | 3  | 6  | 9  | 16   | 34   | -18    |
| 2024 | 関東2部   | 9位  | 14   | 18   | 3  | 5  | 10 | 11   | 22   | -11    |
| 2025 | 茨城県1部 | -位  | -    | -    | -  | -  | -  | -    | -    | -      |

注釈
1. ↑  新型コロナウイルスの感染拡大に伴い、開催方式が当初の2回戦総当たりから1回戦総当たりに変更となった。

## ユニフォーム

### クラブカラー
- 緑

### ユニフォームスポンサー
| 掲出箇所   | スポンサー名         | 表記                           | 掲出年      | 備考                                                                     |
| 胸         | 坂東太郎             | BANDO TARO                     | 2021年 -    |                                                                          |
| 鎖骨       | 生子青果             | おいごせいか 生子青果          | 2023年6月 - | 右側に掲出                                                               |
| 鎖骨       | エヌエスピージャパン | NSP Japan エヌエスピージャパン | 2023年6月 - | 左側に掲出                                                               |
| 背中上部   | ヤマニ屋物流サービス | ヤマニ屋 物流サービス          | 2016年 -    |                                                                          |
| 背中下部   | 大島電気             | 大島電気                       | 2018年 -    | 2016年 - 2017年は袖 2018年 - 2023年6月は「大島電気 太陽光発電・LED」表記 |
| 袖         | オクスト             | OXTO                           | 2020年 -    | 2020年 - 同年3月は「OXTO この街と、あなたと、オクスト。」表記            |
| パンツ前面 | 総和運輸             | 有限会社総和運輸               | 2020年 -    | 2018年 - 2019年は袖                                                      |
| パンツ背面 | なし                 | -                              | -           |                                                                          |

### ユニフォームサプライヤーの遍歴
- 2016年 - 2020年 アスレタ
- 2021年 - 2023年6月 ジョガボーラ
- 2023年6月 -  アスレタ

### 歴代ユニフォームスポンサー年表
| 年度 | 胸             | 鎖骨右                   | 鎖骨左                            | 背中上部              | 背中下部                           | 袖                                        | パンツ前面       | パンツ背面 | サプライヤー       |
| 2016 | 昭和観光自動車 | -                        | -                                 | ヤマニ屋 物流サービス | -                                  | 大島電気                                  | NISHIYAMA SPORTS | -          | ATHLETA            |
| 2017 | 昭和観光自動車 | -                        | -                                 | ヤマニ屋 物流サービス | -                                  | 大島電気                                  | NISHIYAMA SPORTS | -          | ATHLETA            |
| 2018 | 昭和観光自動車 | -                        | -                                 | ヤマニ屋 物流サービス | 大島電気 太陽光発電・LED           | 有限会社総和運輸                          | GX CORPORATION   | -          | ATHLETA            |
| 2019 | 昭和観光自動車 | -                        | -                                 | ヤマニ屋 物流サービス | 大島電気 太陽光発電・LED           | 有限会社総和運輸                          | GX CORPORATION   | -          | ATHLETA            |
| 2020 | 昭和観光自動車 | -                        | -                                 | ヤマニ屋 物流サービス | 大島電気 太陽光発電・LED           | OXTO この街と、あなたと、オクスト。/ OXTO | 有限会社総和運輸 | -          | ATHLETA            |
| 2021 | BANDO TARO     | -                        | -                                 | ヤマニ屋 物流サービス | 大島電気 太陽光発電・LED           | OXTO                                      | 有限会社総和運輸 | -          | JOGARBOLA          |
| 2022 | BANDO TARO     | -                        | -                                 | ヤマニ屋 物流サービス | 大島電気 太陽光発電・LED           | OXTO                                      | 有限会社総和運輸 | -          | JOGARBOLA          |
| 2023 | BANDO TARO     | -/ おいごせいか 生子青果 | -/ NSP Japan エヌエスピージャパン | ヤマニ屋 物流サービス | 大島電気 太陽光発電・LED/ 大島電気 | OXTO                                      | 有限会社総和運輸 | -          | JOGARBOLA/ ATHLETA |
| 2024 | BANDO TARO     | おいごせいか 生子青果    | NSP Japan エヌエスピージャパン    | ヤマニ屋 物流サービス | 大島電気 太陽光発電・LED/ 大島電気 | OXTO                                      | 有限会社総和運輸 | -          | ATHLETA            |